# Ablerus bicinctipes
Ablerus bicinctipes är en stekelart som beskrevs av Girault 1932. Ablerus bicinctipes ingår i släktet Ablerus och familjen växtlussteklar. Inga underarter finns listade i Catalogue of Life.